# Euclasea tuberculata
Euclasea tuberculata är en skalbaggsart som beskrevs av Lewis 1893. Euclasea tuberculata ingår i släktet Euclasea och familjen stumpbaggar. Inga underarter finns listade i Catalogue of Life.